# Izaak Kolthoff
 (décembre 2023).
Si vous disposez d'ouvrages ou d'articles de référence ou si vous connaissez des sites web de qualité traitant du thème abordé ici, merci de compléter l'article en donnant les références utiles à sa vérifiabilité et en les liant à la section « Notes et références ».
Izaak Maurits (Piet) Kolthoff, né le 11 février 1894 à Almelo et mort le 4 mars 1993) à Saint Paul au Minnesota, est un chimiste néerlandais, considéré comme le père de la chimie analytique.

## Biographie
Izaak Kolthoff entra à l'université d'Utrecht en 1911 et publia son premier article en 1915 sur la théorie des titrations acide-base en utilisant les théories récentes sur les électrolytes faibles et forts et l'introduction au concept de pH de Sorenson. Cet article traite de l'analyse et de la localisation des points équivalents dans la titration de l'acide phosphorique. En 1927, il rejoignit le département de chimie de l'université du Minnesota à l'initiative doyen Sam Lind. Il resta dans ce département jusqu'à sa retraite en 1962.
Kolthoff décéda dans sa 99e année à Saint Paul dans le Minnesota le 4 mars 1993.

## Recherche
Les travaux de recherche de Izaak Kolthoff concernèrent de nombreux domaines de la chimie mais furent principalement orientés vers la chimie analytique. Ses travaux transformèrent la chimie analytique d'un ensemble de savoirs et de protocoles empiriques vers une branche fondamentale de la chimie moderne. Le professeur Kolthoff et ses étudiants étudièrent les mesures d'acidité, l'alcalimétrie, les indicateurs de pH, les analyses gravimétriques, l'iodométrie, la théorie des colloïdes et la croissance des cristaux établissant ainsi les bases scientifiques de la gravimétrie.

## Publications
En plus de ses nombreuses publications sur ses travaux de recherche, Izaak Kolthoof écrivit de nombreux livres, dont une monographie en plusieurs volumes "Volumetric Analysis" (avec Vernon Stenger), "Polarography" avec J.J. Lingane et "Potentiometric Totrations" avec H.A. Laitinen. Kolthoff était aussi éditeur en chef de Treatise on Analytical Chemistry (19 volumes en 2 éditions).
Son livre le plus célèbre est certainement "Quantitative Inorganic Analysis" écrit avec son étudiant Ernest B. Sandell. Ce livre est très largement reconnu comme le texte fondateur de tous les textes modernes sur la chimie analytiques. Quatre éditions de ce texte sont parues dans 6 langues dont le russe et le japonais.

## Récompenses et distinctions
- 1949 : médaille William-H.-Nichols
- 1964 : prix Willard-Gibbs
- Commandeur de l'ordre d'Orange-Nassau